# 스리 데이스 그레이스
스리 데이스 그레이스(Three Days Grace)는 캐나다의 록 밴드이다.

## 역사
2003년 발매한 데뷔 음반 《Three Days Grace》는 빌보드 200 차트 69위에 올랐으며, 세 장의 싱글 〈I Hate (Everything About You)〉, 〈Just Like You〉, 〈Home〉 모두 미국 모던 록 차트, 메인스트림 록 차트 상위권에 올랐다. 네 번째 싱글 〈Wake Up〉은 캐나다에서만 발매되었으며, 역시 좋은 성적을 거두었다.
2006년 6월 13일 두 번째 정규 음반 《One-X》를 발매하였다. 이 음반은 발매 첫 주에 미국 빌보드 200 차트 5위에 오르며 78,000 장의 판매고를 올렸다. 5월 31일에 발매된 첫 번째 싱글 〈Animal I Have Become〉는 모던 록 차트, 메인스트림 록 차트 모두에 1위에 올라섰다. 두 번째 싱글 〈Pain〉은 메인스트림 록, 모던 록 차트 1위에 각각 13주, 4주 동안 올랐으며 큰 성공을 거두었다. 세 번째 싱글 〈Never Too Late〉는 2007년 4월 발매되었으며, 앞의 두 싱글에 비해서는 저조한 성적을 거두었다.

## 음반 목록

### 정규 음반
- 《Three Days Grace》 (2003년 7월 22일)
- 《One-X》 (2006년 6월 13일)
- 《Life Starts Now》 (2009년 9월 22일)
- 《Transit of Venus》 (2012년 10월 2일)
- 《Human》 (2015년 3월 31일)